# Mil·lenni II aC
El mil·lenni ii aC va abastar els anys des del 2000 aC fins al 1001 aC. Al Pròxim Orient, va de l'edat del bronze mitjana fins a la de bronze final. Les cultures del Pròxim Orient es troben ben immerses en l'època històrica: la primera meitat del mil·lenni està dominada pel Regne Mitjà d'Egipte i per Babilònia. L'alfabet es desenvolupa. Al centre del mil·lenni, sorgeix un nou ordre amb la dominació grega minoica del mar Egeu i l'ascens de l'Imperi hitita. El final del mil·lenni va veure l'esfondrament de l'edat del bronze i la transició cap a l'edat del ferro.
Altres regions del món encara es troben en el període prehistòric. A Europa, la cultura del vas campaniforme introdueix l'edat del bronze, presumiblement associada a l'expansió indoeuropea. L'expansió indoiraniana arriba a l'altiplà iranià i al subcontinent indi, i propaga l'ús del carro. Mesoamèrica entra en el període Preclàssic (civilització olmeca). Amèrica del Nord es troba en l'etapa arcaica tardana. Al sud-est asiàtic marítim, l'expansió austronèsia arriba a la Micronèsia. A l'Àfrica subsahariana comença l'expansió bantu.

## Esdeveniments
- Segona dinastia babilònica.
- Primeres migracions bantu des d'Àfrica occidental.
- Els cassites expulsen els habitants d'Etiòpia, i estableixen relacions amb Egipte.
- Regne Mitjà a l'Antic Egipte (2137 aC – 1781 aC).
- Segon període intermedi a l'Antic Egipte (1648 aC - 1550 aC).
- Imperi Nou a l'Antic Egipte (1550 aC - 1070 aC).
- Regne Antic hitita a Anatòlia (1900 aC).
- Erupció minoica (segle XVII aC o segle XVI aC).
- Es funda la ciutat d'Atenes (1235 aC).
- Conquesta de Canaan pels israelites.
- Inicis del judaisme (1200 aC).
- Guerra de Troia (segons la tradició, Troia va caure el 1184 aC).
- Fundació de la Dinastia Zhou, la més llarga de totes les dinasties xineses (1122 aC - 256 aC).
- Es funda la ciutat de Gadir (Actual Cadis, 1104 aC), la primera ciutat del Mediterrani occidental.

## Personatges destacats
- Moisès, figura llegendària del judaisme. Segons la Bíblia, va encapçalar l'Èxode aproximadament la dècada del 1440 aC
- Hammurabi, rei de Babilònia.
- Hatshepsut, primera dona a ser faraó d'Egipte.[1]
- Tutankamon, faraó d'Egipte.
- Ramsès II, faraó d'Egipte.
- Nabucodonosor I, va unificar el regne babilònic i va expulsar els elamites. Després de la seva mort, l'imperi babilònic va caure sota l'hegemonia assíria.

## Invents, descobriments, introduccions
- 2000 aC - Pretalaiòtic II (Calcolític i Bronze antic) a Mallorca.[2]
- 2000 aC - Primer poblament permanent de les Pitiüses.[2]
- Desenvolupament de l'alfabet.[3]
- A l'Índia apareix el sistema de castes.
- Els xinesos registren l'observació més antiga d'un cometa.
- Primera utilització coneguda dels ideogrames xinesos.
- Comença l'edat del ferro: descobriment de les tècniques de fusió i treball del ferro a Anatòlia o el Caucas cap a finals del mil·lenni.
- 1700 aC - Pretalaiòtic III a Mallorca i Pretalaiòtic II a Menorca (Bronze antic i mitjà).[2]
- 1400 aC - Irrupció de la cultura talaiòtica a Mallorca i Menorca. Talaiòtic I (Bronze mitjà i recent).[2]